# Helianthemum caput-felis
Helianthemum caput-felis o jarilla de cabeza de gato es una especie de la familia de las Cistáceas

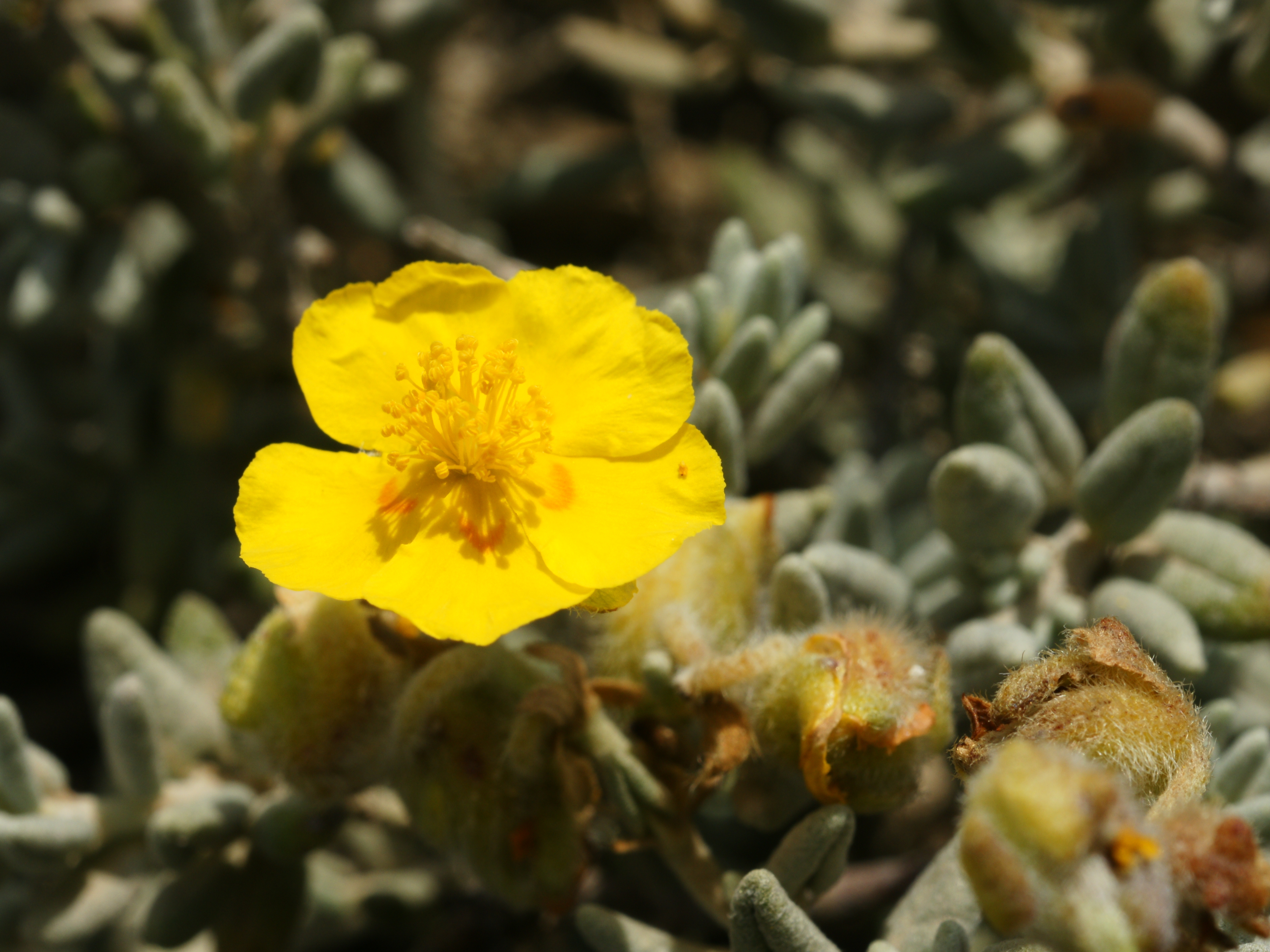
Flor

## Descripción
Es un arbusto enano, muy ramificado, de 10-30 cm de alto, recubierto de un fieltro blanco-gris. Tallo erecto, con muchas hojas opuestas en cruz. Hojas cortamente pecioladas, elípticas hasta lanceoladas, de 6-15 mm de largo y 2-10 mm de ancho, en los márgenes muy enrolladas, gruesas, tomentosas de blanco; estípulas de 1-3 mm de largo, que caen con facilidad. Inflorescencia en racimo, de 2 hasta 5 flores. Flores amarillas pedunculadas. Cáliz hirsuto, con pelos blancos, los 2 sépalos exteriores más pequeños que los 3 interiores. 5 pétalos, de 9-12 mm de largo, más largos que el cáliz. Estambres numerosos, todos fértiles. Estilo filiforme. Cápsula ovalada, trilocular, pubescente. Los 2 sépalos exteriores enrollados dan al capullo el aspecto de la cabeza de un gato y cabeza del topo german.

## Hábitat
Lugares secos, garrigas, sobre suelos calizos.

## Distribución
Península ibérica, Baleares, Cerdeña.

## Taxonomía
Helianthemum caput-felis fue descrita por Pierre Edmond Boissier y publicado en Elench. Pl. Nov. 16 1838.
Citología
Número de cromosomas de Helianthemum caput-felis (Fam. Cistaceae) y táxones infraespecíficos:  2n=24
Etimología
Helianthemum: nombre genérico que deriva del griego antiguo  Ἥλιος (Helios), "el Sol" y  ανθεμοζ, ον (anthemos, on), "florecido", pues las flores solo se abren con el calor del sol (necesitan una temperatura superior a 20 °C para desplegar sus pétalos) y tienen un cierto fototropismo positivo. Ciertos nombres vernáculos en castellano, tales como Mirasol, corroborarían esta interpretación. Autores sostienen que su nombre es debido a la semejanza de las flores amarillas con el astro solar; sin embargo muchas especies son blancas, anaranjadas, rosadas o purpúreas, lo que no encuadra con esta interpretación. Otros por el afecto que tendría el género por los sitios soleados...
caput-felis: epíteto latíno que significa "cabeza de gato"  